# IC 2509
IC 2509 — галактика типу * (зірка) у сузір'ї Секстант.
Цей об'єкт міститься в оригінальній редакції індексного каталогу.